# Schloss Rechnitz

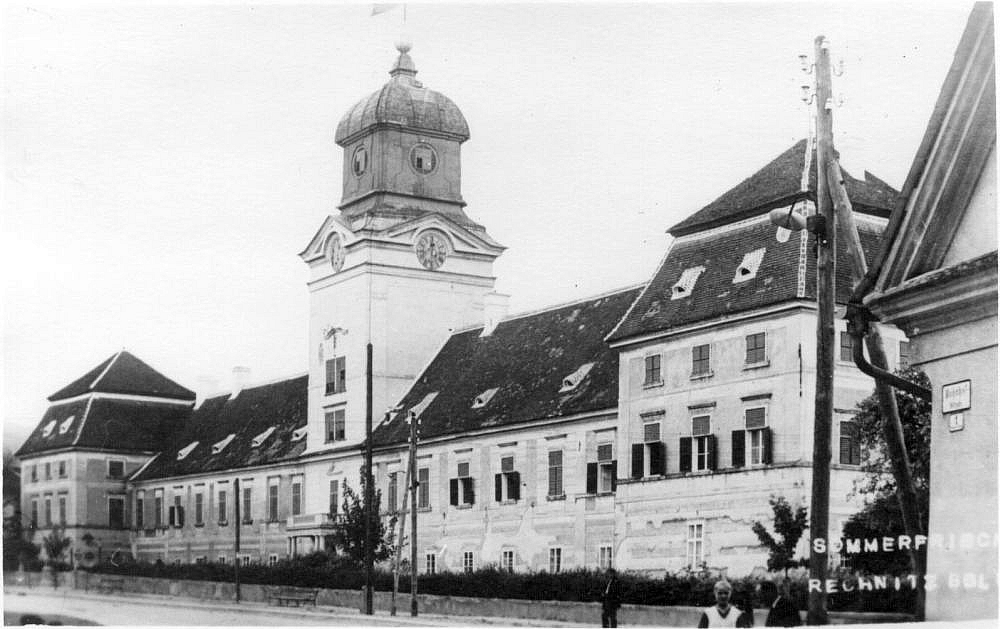
Schloss Rechnitz um 1930

Schloss Rechnitz, ungarisch Rohonc, auch Schloss Batthyány, war ein Schloss im Zentrum von Rechnitz im Bezirk Oberwart im Burgenland. Es gehörte über mehrere Jahrhunderte der Familie Batthyány. Heute sind nur noch wenige Reste erhalten.

## Geschichte

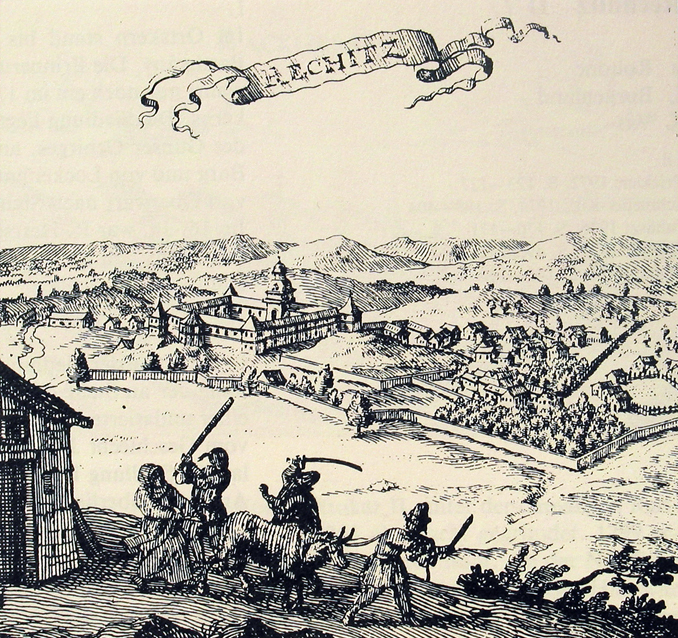
Burg Rechnitz im 17. Jahrhundert, Kupferstich Burckhards von Birkenstein 1689

Die Anlage geht auf das 13. Jahrhundert zurück. Der böhmisch-ungarische König und spätere Kaiser Ferdinand I. gab Franz Batthyány im Jahre 1527 Rechnitz als Pfand und schließlich 1564 als freies Eigen.
Im Jahre 1687 gewährte Adam II. Batthyány (1662–1703) den 36 in Rechnitz ansässigen Juden einen Schutzbrief; eine ähnliche Vereinbarung hatte auch schon sein Vater Christoph 1673 getroffen. Dies war die Grundlage für die Bildung einer kleinen jüdischen Gemeinde.
1906 wurde Schloss Rechnitz von Heinrich Baron Thyssen-Bornemisza de Kászon erworben, dem jüngsten Sohn von August Thyssen, der durch Adoption das ungarische Adelsprädikat erhalten hatte. 
Während des Zweiten Weltkriegs requirierte die SS das Schloss. In den letzten Kriegsmonaten diente es als Sitz der Bauabschnittsleitung des Südostwalls. Dabei wurden auch in den Ställen und im Keller des Schlosses Zwangsarbeiter untergebracht. Am Abend des 24. März 1945 fand in der Nähe das Massaker von Rechnitz statt, das von Teilnehmern eines im Schloss abgehaltenen Gefolgschaftsfestes an jüdisch-ungarischen Zwangsarbeitern verübt wurde. Die letzte Schlossherrin war Heinrich Thyssens Tochter Margit von Batthyány, die 1933 den Grafen Ivan von Batthyány geheiratet hatte. 
Schloss Rechnitz wurde in der Nacht vom 29. zum 30. März 1945 vermutlich von der Roten Armee stark zerstört. Später wurde es abgetragen.

## Architektur

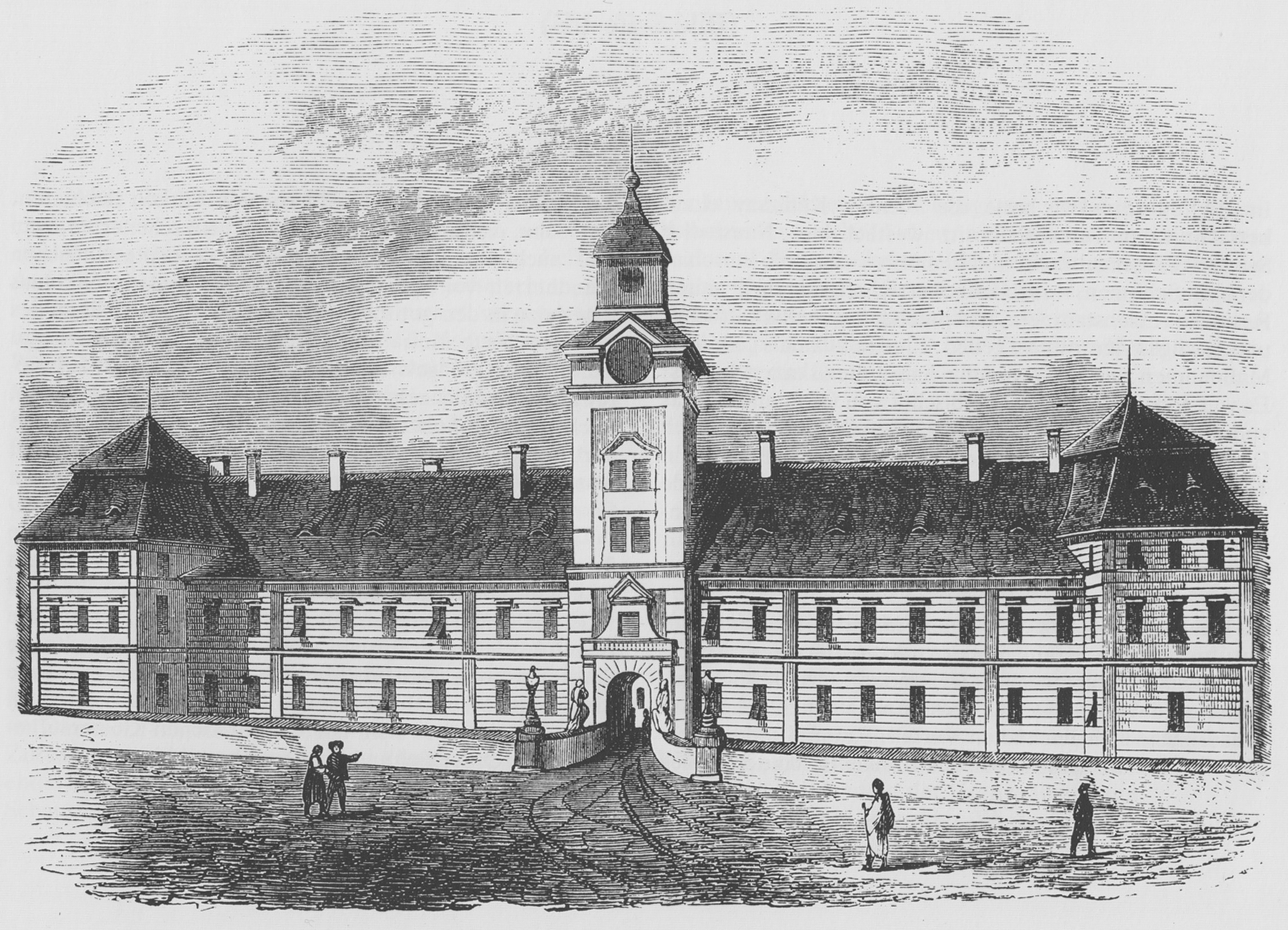
Schloss Rechnitz, um 1859

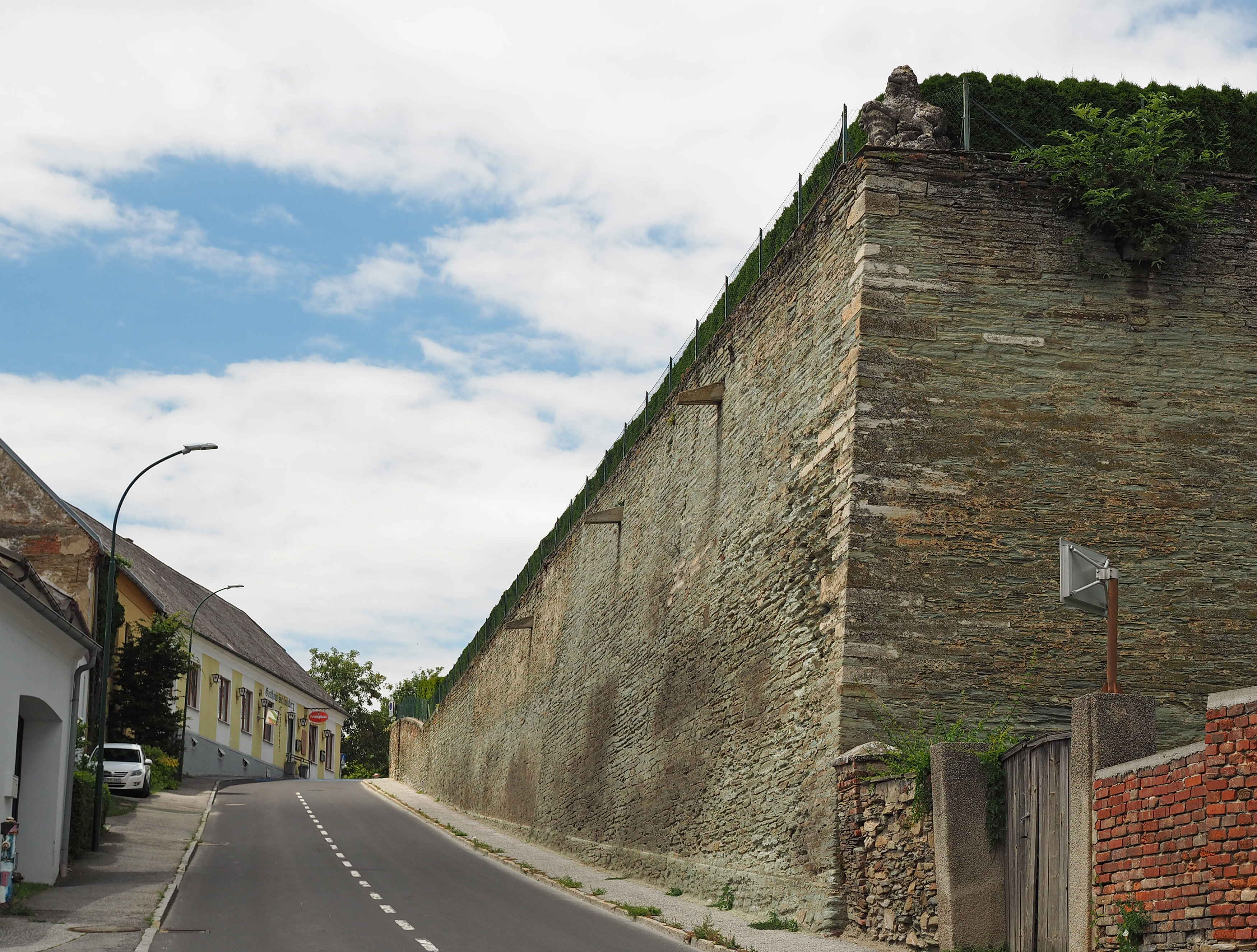
Die Böschungsmauer von Schloss Rechnitz

Das einstige Schloss war eine sehr große Anlage. Es hatte einen trapezförmigen Grundriss um einen Arkadenhof. Er war so groß, dass in ihm ein ganzes Husarenregiment exerzieren konnte. In der Mitte des Hofes stand ein mit einem Pelikan, dem Wappentier der Batthyány, geschmückter Brunnen. Die Anlage hatte vier Ecktürme. Die lange zweigeschoßige Vorderfront wurde vom hohen Torturm dominiert. Dieser wurde später zu einem klassizistischen Uhrturm umgebaut. An den Ecken der Schauseite traten mächtige dreiachsige Pavillons basteiartig vor. Das Schloss hatte mehr als 200 Zimmer. Im ersten Stock des Süd- und des Osttraktes waren etliche Räume mit schönen Stuckdecken und Deckenmalereien versehen. Die Innenausstattung stammte aus dem letzten Viertel des 17. Jahrhunderts. Die Kapelle befand sich in der Mitte des hinteren Traktes. Ihre Wände waren durch ionische Pilaster gegliedert. Der Baumeister war Carlo della Torre, die Stuckarbeiten galten als Werk von Filiberto Lucchese.
Nördlich der Schlossberggasse ist die hoch aufragende Böschungsmauer des ehemaligen Schlosses erhalten. Weiters sind weitläufige Kelleranlagen und ein Brunnen erhalten, der mit einer ehemaligen Steinlaterne geschmückt ist. An der Stelle des Schlosses wurden Neubauten errichtet.